# Afrikaspiele 1999/Teilnehmer (Namibia)
| Gelbes Symbol für Goldmedaillen mit stilisierten Olympischen Ringen | Graues Symbol für Silbermedaillen mit stilisierten Olympischen Ringen | Braundes Symbol für Bronzemedaillen mit stilisierten Olympischen Ringen |
| ------------------------------------------------------------------- | --------------------------------------------------------------------- | ----------------------------------------------------------------------- |
| —                                                                   | —                                                                     | 2                                                                       |

Namibia nahm an den Afrikaspielen 1999 in Johannesburg in Südafrika teil. Die namibischen Sportler konnten insgesamt zwei Bronzemedaillen gewinnen.

## Medaillenspiegel
| Rang | Sportart       | Gold | Silber | Bronze | Gesamt |
| ---- | -------------- | ---- | ------ | ------ | ------ |
| 1    | Leichtathletik | –    | –      | 1      | 1      |
| 1    | ?              | –    | –      | 1      | 1      |

### Medaillengewinner
| Name/n           | Sportart       | Wettkampf |
| ---------------- | -------------- | --------- |
| Bronze           |                |           |
| Frank Fredericks | Leichtathletik | 100 m     |
| ?                | ?              | ?         |